# Trachasina
Trachasina is een geslacht van zeekomkommers uit de familie Cucumariidae.

## Soorten
- Trachasina crucifera (Semper, 1869)